# Partizanskaja (stanice metra v Moskvě)

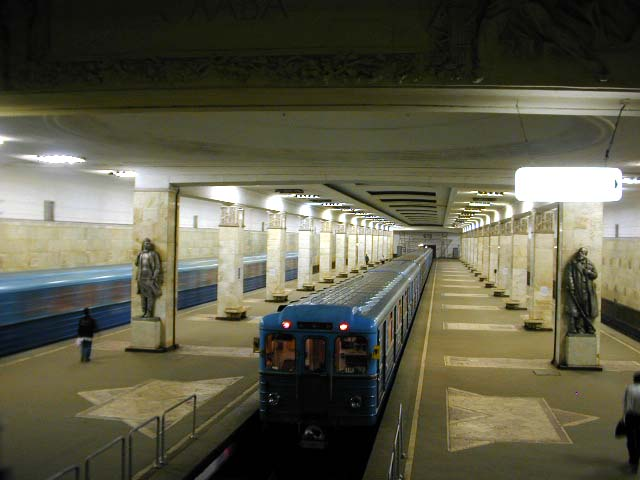
Nástupiště stanice

Partizanskaja (Партизанская) je stanice moskevského metra. Lze zde přestoupit na stanici Izmajlovo Moskevského centrálního okruhu.

## Charakter stanice
Partizanskaja se nachází na Arbatsko-Pokrovské lince. Postavena byla za druhé světové války, roku 1944 a pojmenována po ruských partyzánech, bojujících proti nacistům (současný název nese ale až od 60. výročí konce války, do roku 2005 nesla název Izmajlovskij park). Stanice je podzemní, mělce založená – hloubená, s neobvyklou koncepcí – má tři koleje a dvě ostrovní nástupiště. Toto uspořádání bylo do projektu stanice přidáno proto, aby mohli být odváženi cestující ze Stadionu národů. Stadion však nikdy nevznikl protože jeho realizaci přerušila válka. Přesto se však i dnes v dobách dopravní špičky střední kolej používá - stanice je součástí odpočinkové zóny Izmajlovský park, která je zejména ve dnech pracovního klidu intenzivně navštěvována. Nástupiště je podpíráno dvěma řadami sloupů (u posledních z nich směrem k výstupu jsou umístěny dvě sochy partyzánů); každé tak disponuje jednou vlastní řadou. Na obklad stanice byly použity keramické dlaždice (stěny za nástupištěm) a mramor (sloupy). Výstup je jeden, vede po pevném schodišti děleném střední kolejí do povrchového vestibulu.